# Szałbaj Kułmachanow
Szałbaj Kułmachanowicz Kułmachanow (oryg. Шалбай Кулмаханович Кулмаханов, ur. 20 stycznia 1946 we wsi Kujgan w obwodzie ałmaackim) – kazachski polityk.

## Życiorys
Początkowo pracował jako cieśla w kołchozie. Ukończył Kazachski Instytut Politechniczny im. Lenina i został majstrem i następnie inżynierem budowlanym, później ukończył wyższą szkołę partyjną. Pracował w trustach budowlanych jako inżynier, główny inżynier i zarządca. W 1982 został przewodniczącym rejonowego komitetu wykonawczego jednego z rejonów Ałma-Aty, w 1985 był zastępcą przewodniczącego Miejskiego Komitetu Wykonawczego Ałma-Aty, później I sekretarzem jednego z rejonowych komitetów partyjnych, a 1988-1989 był II sekretarzem Północnokazachstańskiego Komitetu Obwodowego KPK. Od 1989 do rozpadu ZSRR był przewodniczącym Komitetu Wykonawczego Północnokazachstańskiej Rady Obwodowej, później od lutego 1992 do października 1993 głową administracji obwodu aktiubińskiego, od października 1993 do czerwca 1994 państwowym doradcą Republiki Kazachstanu, a od czerwca 1994 do października 1995 głową administracji miasta Ałmaty. Od października 1995 do 1997 był akimem miasta Ałmaty, 1997-2001 przewodniczącym Państwowego Komitetu/Państwowej Agencji ds. Sytuacji Nadzwyczajnych Republiki Kazachstanu, od maja 2001 do 11 sierpnia 2005 akimem obwodu ałmaackiego (z siedzibą w mieście Tałdykorgan) i jednocześnie od  10 lipca 2003 członkiem Rady Dyrektorów Banku Rozwoju Kazachstanu. Od 11 sierpnia 2005 do stycznia 2007 był ministrem ds. nadzwyczajnych Kazachstanu. Dwukrotnie był deputowanym do Rady Najwyższej Kazachstanu.

## Odznaczenia
- Order „Szlachetność” (1996)[2]
- Order „Lampart” III stopnia (2012)[3]